# Iwan Andrejewitsch Kairow
Iwan Andrejewitsch Kairow (Ива́н Андре́евич Каи́ров; * 14. Dezemberjul. / 26. Dezember 1893greg. in Rjasan; † 29. Oktober 1978 in Moskau) war ein führender sowjetischer Pädagoge und Präsident der Akademie der Pädagogischen Wissenschaften der RSFSR bzw. ab 1966 im Präsidium der Pädagogischen Akademie der Wissenschaften der UdSSR.
Nach dem Besuch eines Gymnasiums in Rjasan studierte er bis 1917 an der Universität Moskau Naturwissenschaften. Er trat 1917 in die Kommunistische Partei ein und machte dort eine Karriere im Erziehungswesen in der Abteilung für Bildung auf dem Land (Alphabetisierung der Bauern, agrikulturelle Bildung). Von 1934 bis 1938 arbeitete er im Apparat des Zentralkomitees der KPdSU. Von 1929 bis 1948 leitete er die Pädagogikabteilung an der Universität Moskau, die Promotion folgte erst 1935. Von 1942 bis 1950 war er der Redakteur der Zeitschrift Sowjeterziehung, daneben leitete er das Referat Erziehung im ZK der KPdSU. Ab 1944 war er der Vizepräsident, ab 1946 der Präsident der Akademie der Pädagogischen Wissenschaften der RSFSR, von 1949 bis 1956 zusätzlich Erziehungsminister der RSFSR. Nach der Umwandlung in eine Unionsakademie 1966 leitete er die Abteilung der beruflichen Experimentalschulen weiter bis zum Tod 1978.
Zu Kairows Verdiensten gehört der Ausbau der wissenschaftlichen Experimentalschulen, die Edition der sowjetischen pädagogischen Klassiker wie Anton Makarenko, am meisten die Verbreiterung der allgemeinen und agrikulturellen Bildung auf dem Land. Er wurde 1963 zum dritten Mal mit dem Leninorden sowie als Held der sozialistischen Arbeit geehrt und war Ehrendoktor der Universität Prag. Er überstand die gesamte Zeit des terroristischen Stalinismus, die Ära Chruschtschow und wirkte weiter in der Ära Breschnew.

## Schriften
- Pedagogika, 1948[1]
- Allgemeine Fragen der pädagogischen Theorie. Erziehung in der sowjetischen Schule, Berlin 1956
- Ideen Makarenkos in der Schule der Gegenwart, Berlin 1980

## Einzelbelege
1. ↑  Standardwerk der Sowjetpädagogik, verbreitet im ganzen Ostblock bis VR China.

| Personendaten    | Personendaten                                                                      |
| ---------------- | ---------------------------------------------------------------------------------- |
| NAME             | Kairow, Iwan Andrejewitsch                                                         |
| ALTERNATIVNAMEN  | Kairow, Iwan Andrejewitsch (vollständiger Name); Каиров, Иван Андреевич (russisch) |
| KURZBESCHREIBUNG | sowjetischer Pädagoge und Präsident der Akademie der Pädagogischen Wissenschaften  |
| GEBURTSDATUM     | 26. Dezember 1893                                                                  |
| GEBURTSORT       | Rjasan                                                                             |
| STERBEDATUM      | 29. Oktober 1978                                                                   |
| STERBEORT        | Moskau                                                                             |